# 王含
王 含（おう がん、生年不詳 - 324年）は、中国西晋・東晋の軍人。字は処弘。本貫は琅邪郡臨沂県。
父は王基。王導の従兄。王敦の兄。王瑜・王應の父。王應は後に叔父の王敦の後継者となった。

## 生涯
凶暴で非行が多かったと伝わる。王敦の出世に伴って出世し、荊州刺史・征東大将軍・都督揚州江西諸軍事になる。永昌元年（322年）に王敦が東晋に対して反乱を起こすと同調し、驃騎大将軍・開府儀同三司となった。
太寧2年（324年）、明帝が王敦を討伐するべく兵を出した。この際、王敦は重病に倒れていたため、代理として王含が元帥となり、7月に5万の軍勢を率いて首都建康に迫った。しかし明帝は自ら諸軍を率いて親征し、1000人の兵を王含軍の陣に夜襲したため、王含は敗北した。この時、王敦は敗報を聞いて「兄は老いぼれ下女のように役立たずだ」と憤慨して自ら陣頭に立とうとしたが、間もなく失意の内に死んだ。このため王含は陣営を焼いて夜中に逃走。荊州にいた従弟の王舒（叔父王会の子）の下に走ったが、長江に沈められて溺死した。

## 王含の母
唐代の小説『宣室志』には、王含の母が狼に変身した話が載っている。